# Ralph Breaks the Internet
Ralph Breaks the Internet (Ralph rompe Internet en España y Wifi Ralph en Hispanoamérica) es una película estadounidense de animación por computadora producida por Walt Disney Animation Studios y estrenada en 2018. Es la secuela de Wreck-It Ralph, de 2012, una película sobre el malo de un videojuego, y centrada en ese mundo. Así como la 57.ª película del Canon Animado de Disney. En esta secuela, Ralph y su amiga Vanellope no solo entran nuevamente en contacto con los videojuegos, sino que con la misma Internet, las redes sociales y las propias franquicias de Disney, entre otras.
Seis años después de salvar el arcade del ataque de los Cybugs y de la venganza de Turbo, la historia se centra en las aventuras de Ralph en el espacio de datos de Internet cuando un enrutador Wi-Fi se conecta en la sala de juegos, lugar donde debe encontrar una pieza de reemplazo para arreglar el videojuego de Vanellope, Sugar Rush, el cual se ha roto. A lo largo del camino, Ralph y su mejor amiga Vanellope von Schweetz encuentran nuevas costumbres, mundos y personajes, como el algoritmo de moda Yesss, las princesas de Disney, personajes de Disney Animation, Pixar, Los Muppets, Marvel, y Star Wars, y más personajes de videojuegos como Q*bert y Sonic the Hedgehog, entre otros.

## Argumento
Seis años después de salvar el juego Sugar Rush de la venganza de Turbo, Ralph "el demoledor" y Vanellope von Schweetz siguen siendo mejores amigos, y pasan el rato todas las noches después del trabajo en Litwak's Family Fun Center y Arcade. La frustración de Vanellope por lo predecible que es su juego incita a Ralph a crear una pista extra secreta para ella. Escribiendo las frases: “¿Buscas algo nuevo, y diferente? Prueba esta pista”. Vanellope disfruta de la pista pero anula los controles del jugador por correr en ella durante una partida, causando que el volante se suelte de la base. El Sr. Litwak, el dueño del arcade, intenta repararlo pero solo consigue romperlo más accidentalmente. Al encontrar que la pieza de reemplazo es demasiado costosa, decide desconectar Sugar Rush y dejarlo fuera de servicio, dejando a Vanellope y a todos sus ciudadanos sin hogar temporalmente. Felix se ofrece de voluntario para cuidar del resto de los corredores de Sugar Rush junto a su esposa, la Sargento Calhoun, aunque el guardia de seguridad les advierte de lo difícil de cuidar a quince niños ellos solos.
Después de una conversación con Felix en el bar Tapper, Ralph decide aventurarse con Vanellope en Internet a través del enrutador Wifi recién instalado del arcade, para obtener un nuevo volante en eBay. Pero llegan al módem hasta gritar que lo ven como un eco, hasta que Litwak ya está en línea y se dirigen al Internet hasta que llegan a eBay siendo redireccionados por Sabiondo. Encuentran uno que está siendo subastado, aparentemente el único que queda en existencia, y hacen una oferta ganadora, pero deben pagarlo en un periodo de 24 horas tras la compra. Frustrados, se marchan de eBay y Ralph, furioso, intenta destrozar un letrero hasta aplastar a una usuaria. Para recaudar el dinero, recurren a un publicista emergente llamado Spamley, quien los envía a robar un valioso automóvil del juego en línea Slaughter Race.
Ralph y Vanellope intentan robar el auto, pero su propietaria, Shank, los obliga a devolvérselo después de una persecución a alta velocidad en Slaughter Race y luego de que Shank consiguiera otro auto que echaron a otros jugadores. Shank halaga las habilidades de conducción de Vanellope, causando que Ralph se preocupe de que su amistad pueda estar en peligro. Shank envía a la pareja la plataforma para compartir videos BuzzTube asegurando que en dicho lugar pueden recaudar dinero con vídeos virales. Después de reunirse con su principal algoritmo, Yesss, Ralph se compromete a recaudar el dinero que necesitan al copiar el contenido de vídeos virales que muestran tendencias populares, con la intención de comprar el volante nuevo y devolver a su amiga a su respectivo juego.
Los vídeos de Ralph se convierten en una sensación viral, y Yesss envía a su personal a Internet para enviar spam a los usuarios con anuncios emergentes. Vanellope es voluntaria para este trabajo y es enviada (por sugerencia de Ralph) al sitio de fanes de Disney, donde conoce a las Princesas de Disney (incluyendo Anna y Elsa de Frozen, y Moana/Vaiana de Moana) y obtiene de ellas la inspiración para volver a Slaughter Race. Mientras tanto, al ver poco tiempo para el volante, Ralph consigue corazones de otra manera moviendo otros videos a de él, al llegar en los comentarios, se deprime al leer los comentarios despectivos de los espectadores sobre sus vídeos; Yess lo consuela informándole que ganó suficiente dinero para cubrir la oferta de eBay, por lo que finalmente puede pagar el producto. Su tristeza empeora cuando, sin querer, escucha una conversación entre Vanellope y Shank, al querer llamarla pero se silencia la llamada, en la que la primera expresa su deseo de abandonar el arcade y quedarse a vivir en el Internet.
Desesperado por mantener a Vanellope como amiga, Ralph vuelve con Spamley en busca de una manera de hacer que Slaughter Race sea tan aburrido que Vanellope no quiera quedarse. Spamley lo lleva con Double Dan, un diseñador de virus que se esconde en la red oscura. Double Dan le da a Ralph un virus que puede replicar y transmitir cualquier inseguridad que encuentre, pero le instruye que se asegure de que el virus no abandone el juego. Cuando Ralph lo desata en Slaughter Race, se enfoca en la falla de Vanellope y lo propaga, causando que el juego se bloquee y reinicie, lo que casi mata tanto a Ralph como a Vanellope en un servidor apagado y hasta le confiesa que el mismo liberó el virus en el juego y hasta reclamarle a Vanellope por su conversación con Shank de abandonar el arcade y quedarse en el Internet.
Ralph se ve forzado a admitir su mala conducta con Vanellope, quien le dice enojada que la deje sola y le rompe el amuleto de caramelo que le hizo en la primera película hasta tirarlo al vacío. El virus se escapa de Slaughter Race, mientras que Ralph buscaba en los escombros el amuleto que Vanellope que le rompió, escanea las inseguridades de Ralph y las propaga por Internet para crear miles de clones de él, los cuales comienzan a destruir Internet y forman un Ralph gigante en busca de Vanellope. (Ya que se muestran sus clones que es de fuerte carácter y que siempre actúa muy inseguro) Ella, Ralph y Yesss intentan llevarlos a una trampa de un software antivirus. La táctica falla y Vanellope es capturada; Ralph intenta, sin éxito, luchar contra ellos, luego los reprende por su posesividad egoísta y admite que el deseo de Vanellope de ingresar en Slaughter Race no significa que su amistad deba terminar. Con sus inseguridades resueltas, el gigante Ralph se desintegra y lo deja caer, pero Spamley (sin éxito en rescatarlo hasta dejarlo inconsciente) y las Princesas de Disney lo salvan de la caída.
Internet se restaura y Vanellope decide quedarse en Slaughter Race mientras que Ralph le regala el amuleto que le rompió y tendrán una parte del amuleto, hasta despedirse y un emotivo adiós. Al estar en paz con los cambios en su vida, Ralph regresa a la sala de juegos y comienza a participar en actividades con los otros miembros de la sala de juegos, mientras se mantiene en contacto con Vanellope a través de chats de vídeo. Felix y la Sargento Calhoun logran disciplinar a los niños de Sugar Rush, para asombro del guardia; aunque sus métodos quedan encubiertos bajo el ruido de los motores de los autos. Mientras que Ralph se pone a ver el amanecer y mientras todos van a sus juegos al trabajo y ya la pantalla se aleja en el arcade.
En una escena a mitad de los créditos, Ralph y Vanellope rompen por accidente el videojuego de iPad de una niña, asustándola. Una escena posterior a los créditos comienza como un tráiler de Frozen 2, pero se convierte en una broma de Rick Roll hecha por Ralph.

## Reparto

### Personajes originales
- John C. Reilly como Rompe Ralph (en España) / Ralph, el Demoledor (en Hispanoamérica)[9]
- Sarah Silverman como Vanellope Von Schweetz[10]
- Jack McBrayer como Repara Felix, Jr.[11]
- Jane Lynch como la Sargento Calhoun[11]
- Taraji P. Henson como Yesss / Sssí en España[12]
- Gal Gadot como Shank.
- Bill Hader como J. P. Spamley.
- Raymond S. Persi como alcalde Gene.
- Ed O'Neill como el Sr. Litwak.
- Alan Tudyk como KnowsMore / Sabiondo en Hispanoamérica / Eusabio en España[13]
- Ana Ortiz como Madre del Ballet[14]

### Personajes de otras franquicias
- Pamela Ribon como Blancanieves de Snow White and the Seven Dwarfs
- Jennifer Hale como Cenicienta de La Cenicienta
- Kate Higgins como Aurora de La bella durmiente
- Jodi Benson como Ariel de La sirenita
- Paige O'Hara como Bella de La bella y la bestia
- Linda Larkin como Jasmín de Aladdín
- Irene Bedard como Pocahontas de Pocahontas
- Ming-Na Wen como Mulán de Mulan
- Anika Noni Rose como Tiana de The Princess and the Frog
- Mandy Moore como Rapunzel de Enredados
- Kelly Macdonald como Mérida de Brave
- Idina Menzel como Elsa de Frozen
- Kristen Bell como Anna de Frozen
- Auli'i Cravalho como Moana de Moana
- Brad Garrett como Igor de Winnie the Pooh
- Roger Craig Smith como Sonic de Sonic the Hedgehog
- Tim Allen como Buzz Lightyear de Toy Story (audio reciclado)
- Vin Diesel como Baby Groot de Guardianes de la galaxia (audio reciclado)
- Corey Burton como Gruñón de Snow White and the Seven Dwarfs
- Michael Giacchino como Stormtrooper FN-3181 de Star Wars
- Anthony Daniels como C-3PO de Star Wars

### Cameos de personas reales
- Colleen Ballinger como ella misma
- Dani Fernández como ella misma
- Ravi Fuad como él mismo
- Tiffany Herrera como ella misma

### Doblaje enHispanoamérica
- Mario Filio como Ralph, el demoledor
- Liliana Barba como Vanellope Von Schweetz
- Jessica Ortiz como Shank
- Erica Edwards como Yesss
- Edson Matus como J. P. Spamley
- Francisco Alanis como Sabiondo
- Salvador Reyes como Double Dan
- Moisés Iván Mora como Repara Félix Jr.
- Karla Falcón como Lady Hacker
- Gerardo García como Gene
- Rebeca Patiño como Sargento Tamora Jean Calhoun
- Paco Mauri como Sr. Stan Litwak
- Xuxo Dom como El eBoy
- Karol Sevilla como Dani Fernández
- Héctor Emmanuel Gómez como Maybe
- Sam Domínguez Guzmán como Felony
- Tommy Rojas como Pyro
- Dan Osorio como Butcher Boy
- Michelle Virues como Pequeña Debbie
- Juan Carlos Tinoco como Arthur
- Kerygma Flores como Elaine de eBay
- Agustín L. Lezama como Regulador de alto voltaje
- Erika Ugalde como Taffyta Muttonfudge
- Analiz Sánchez como Candlehead
- Bruno Coronel como Rancis Fuggerbutter
- Pedro D'Aguillon Jr. como alcalde Gene
- Oscar Bonfiglio como Agrio Bill y Bebé Groot
- Mario Arvizu como Zangief
- Memo Aponte como Sonic
- Juan Antonio Edwards como Wynnchel
- Carlos del Campo como Duncan y C-3PO
- Mario Castañeda como Tapper Ben McKee y Daniel Platzman
- Ananda García como Mo
- Marisol Romero como Madre de Mo / Madre de Ballet
- Alex Montiel como Lee
- Arturo Castañeda como McNeely y Apostador en eBay
- Ricardo Méndez como Hey Nongman
- Gabriela Guzmán como presentadora de noticias
- Jocelyn Robles como pop-up de Instagram
- Isabella de la Torre «la Bala» como Swati
- Gibby como Nafisa
- Annie Rojas como Tiffany Herrera
- Luis Leonardo Suárez como Jimmy
- Magda Giner como Abuela de Jimmy
- José Luis Orozco como Buzz Lightyear
- Blas García como Igor
- Francisco Colmenero como Gruñón
- Franco Escamilla como FN-3181
- Arturo Cataño como Stormtrooper 1 / Dan Reynolds y Wayne Sermon
- César Garduza como Stormtrooper 2
- Raymundo Armijo como Stormtrooper 3
- Leslie Onofre como Colleen Ballinger
- Cony Madera como Ariel
- Romina Marroquín Payró como Mérida y Anna
- Carla Medina como Rapunzel y Elsa
- Sara Gómez como Moana
- Natalia Sosa como Cenicienta
- Maggie Vera como Blancanieves, Mulán y Jasmín
- Carla Castañeda como Pocahontas
- Jessica Ángeles como Aurora
- Mireya Mendoza como Tiana
- Helga Mathias como Bella

Voces adicionales:
- Jared Mendoza Coba
- Jerry Velázquez
- Jessica Giesemann
- José Luis Miranda B.
- Karen Vallejo
- Karina Altamirano
- Lourdes Arruti
- María Elisa Gallegos
- Verania Ortiz
- Carole Gioan
- Mathilde Martin
- Emmanuel Daumas
- Alejandro González
- Andrea Arruti
- Berenice Vega
- Claudia Garzón
- Daniel Lacy
- Dafnis Fernández
- Itzel Mendoza
- Mauricio Pérez Castillo
- Ofelia Guzmán Mejía
- Pamela Mendoza
- Raúl Solo
- Reyna López
- Romelia Mendoza González
- Sandra Domínguez
- Sofía Castañeda

### Doblaje enEspaña
- Salvador Aldeguer como Rompe Ralph
- Sandra Jara como Vanellope Von Schweetz
- Catherina Martínez como Shank
- Carla Mercader como Sssí
- Fernando Cabrera como Spamley
- Alejandro Mendez como Repara Félix Jr.
- Esther Solans como Sargento Tamora J. Calhoun
- Macarena Gómez como Rebelde
- Quim Gutiérrez como Gene
- José Padilla como Eusabio
- Juan Fernández Mejías como Doble Dan
- Ángel Amoros como el Sr. Stan Litwak
- Miguel Antelo como eBoy
- Víctor Martínez como TaiVez
- José Escobosa como Carnicero
- Adelaida López como Delito
- Javier Balas como Pyro
- Inma Gallego como Debbie
- Luisa Ezquerra como Elaine de eBay
- Fernando De Luis como Lee el celebrín
- Sergio Osle como McNeely
- Fernando Fernández como Tapper
- Pilar Martín como Taffyta Muttonfudge
- Elena Palacios como Candlehead
- Carlos Bautista como Rancis Fluggerbutter
- Francisco Javier Martínez como Agente Wynnchel
- Roberto González como Agente Duncan
- Pablo Tribaldos como Jimmy
- Milagros Fernández como Abuela de Jimmy
- Paula Coria como Swati
- Elena Jiménez como Nafissatou
- Pablo Del Hoyo como Protector de corriente
- Javier Moreno como Arthur
- David García Vázquez como Bill el amargado
- Roberto Encinas como Zangief
- Sonia Latorre como Colleen Ballinger
- Silvia Sarmentara como Dani Fernández
- Anahí De La Fuente como Tiffany Herrera
- Gemma Martín como Madre Ballet
- Inma Gallego como Presentadora
- Borja López Casas como Hey Nongman
- José Antonio Davilla como Gene
- Milagros Fernández como pop-up de Instagram
- Rafael Alonso Naranjo Jr. como Sonic el Erizo
- Juan Luis Rovira como Igor
- Alberto Mieza como C-3PO
- Txema Moscoso como Gruñón
- Miguel Ángel Muro como Bebé Groot y Dan Reynolds
- Thais Buforn como Madre de Van
- Marina Roldán como Bebé Vai
- Javier Moreno como Ben McKee
- Néstor Moreno como Daniel Platzman
- Juan Enrique Palacios Fernández como Wayne Sermon
- Marta Barbera como Pocahontas y Jasmine
- Laura Pastor como Anna
- Graciela Molina como Ariel
- Cristal Barreyro como Vaiana
- Yolanda Mateos como Cenicienta
- Alicia Fernández Valadés como Aurora
- Paula Ribo como Mérida
- Ana Esther Alborg como Elsa
- Carmen López Pascual como Rapunzel
- Gema Carballedo como Bella
- Vera Bosch como Blancanieves
- Elisa Langa como Tiana
- Irene Miràs como Mulán
- José Luis Pérez Báez como Soldado de asalto #1
- Nacho Aramburu como Soldado de asalto #2
- Antonio Villar como Soldado de asalto #3
- José Luis Gil como Buzz Lightyear

## Producción
En octubre de 2012, el director Rich Moore dijo que él y Disney tenían ideas acerca de una secuela de Wreck-It Ralph que traería a los personajes al presente y que exploraría los juego en línea y los juego de consola. Moore indicó que muchos integrantes del equipo y el elenco de voz estaban abiertos a la secuela, creyendo que "apenas arañaron la superficie" del mundo de videojuegos que ellos imaginaban. También declaró que planeaba incluir a Mario y Tron en la secuela. En 2014, el compositor musical de la película, Henry Jackman, dijo que se estaba escribiendo una historia para la secuela. En julio de 2015, John C. Reilly dijo que había firmado para volver a interpretar su papel de Ralph en una secuela proyectada.
El 24 de marzo de 2016, Moore dijo que una secuela todavía estaba siendo planeada. Moore indicó específicamente que una secuela incluiría una aparición de Mario, citando una "buena relación con Nintendo". El 30 de junio de 2016, Walt Disney Animation Studios anunció que la secuela sería estrenada el 9 de marzo de 2018, con Reilly, Moore y el escritor Phil Johnston adjuntos, y que se centraría en "Ralph dejando el arcade y destruyendo el Internet".
El título de la secuela fue anunciado oficialmente en marzo de 2017 como "Ralph Breaks the Internet". Además, Disney afirmó que Reilly, Jane Lynch, Jack McBrayer y Sarah Silverman repetirían sus papeles de la primera cinta, mientras que Moore volvería como director junto con el coescritor Phil Johnston, en su debut como director, y Clark Spencer como productor. En la Expo D23 2017, se anunció que Taraji P. Henson se había unido al reparto y que muchas de las princesas de Disney aparecerían con sus respectivas actrices, incluyendo Paige O'Hara, quien fue previamente reemplazada por Julie Nathanson.
El 6 de noviembre de 2017, Walt Disney Studios confirmó que Karol Sevilla, protagonista de la serie original de Disney Channel Soy Luna, daría vida al personaje de Dani Fernández y que prestaría su voz para el tema principal que sonaría en los créditos finales, titulado "El lugar", para la versión de Hispanoamérica.
En 2020, la subunidad surcoreana EXO-SC, conformado por Sehun y Chanyeol, integrantes de la boyband EXO, de la discografía SM Entertainment, sacó la canción 1 Billion Views, en colaboración con la rapera Moon, acompañada con su primer álbum 1 Billion Views. Su video musical tiene similitud con el internet y las redes sociales que en la película.

### Guion
Según la guionista principal Josie Trinidad, se descartaron dos versiones del guion antes de decidirse por la que se utilizó para la película. En una versión, Vanellope se había ensimismado en Internet, ganando popularidad y convirtiéndose en una celebridad entre los usuarios. Ralph había sido encarcelado, donde conoció al motor de búsqueda Knowsmore, y se habían asociado para escapar de la prisión y ayudar a que Vanellope volviera a ser ella misma. En una segunda versión, Ralph se había convertido en una celebridad famosa en Internet y habría sido desafiado por un programa antivirus llamado BEV que funcionaba como un súper policía y habría sido el villano de la historia. Trinidad dijo que ninguna de estas versiones capturaba lo que sentían que era la pieza central de la secuela, es decir, cómo Ralph y Vanellope reaccionaron al nuevo mundo de Internet y se dieron cuenta de que tenían caminos separados para seguir adelante. 
El productor Clark Spencer dijo que "la película trata sobre el cambio. Dos mejores amigos están a punto de darse cuenta de que el mundo no siempre será el mismo. Internet es el escenario perfecto, realmente, porque todo se trata del cambio: las cosas cambian segundo a segundo". El director de la historia Jim Reardon dijo que era intimidante ambientar la película en Internet, afirmando que "[Ellos] buscaron cómo [ellos] podían hacer que Internet fuera identificable a nivel humano, como la Game Central Station, también conocida como la regleta, reflejaba una estación de tren en la primera película". Reardon, sin embargo, dijo que Disney "no quería hacer la película sobre Internet", sino centrarse en la amistad de Ralph y Vanellope, y tratar a Internet como "el lugar donde se desarrolla la película". Josie Trinidad afirmó que los realizadores "no querían simplemente darle a la audiencia más de esa amistad; [la gente tenía] que ver crecer esa relación".
Los diseños de las escenas dentro de Internet se basaron en visitas guiadas a One Wilshire en Los Ángeles, ya que es uno de los centros de telecomunicaciones más grandes del mundo. Los cineastas no se acercaron a ninguna de las empresas (fuera de Disney) que están representadas en Internet y se esforzaron por incluir marcas de Internet de todo el mundo. También tuvieron que explorar varios memes de Internet, asegurándose de evitar aquellos que carecían de presencia a largo plazo en Internet. Si bien la película aborda muchos elementos positivos de Internet, los cineastas no quisieron evitar cubrir algunos de los aspectos más desagradables, en parte impulsados por el éxito de abordar el racismo de manera indirecta dentro de Zootopia. Querían seguir el mismo enfoque que habían tenido con Judy Hopps en Zootopia, donde experimentó, aprendió y superó los aspectos del racismo, y que Ralph aprendiera de manera similar y se convirtiera en una mejor persona sin tener que resolver realmente el problema de la hostilidad en Internet. 
La escena en la que Vanellope conoce a las princesas de Disney es de la guionista Pamela Ribon. En 2014, Ribon todavía estaba trabajando en Moana cuando Disney comenzó a presentar ideas internamente para la secuela de Rompe Ralph. Ribon reconoció que, al igual que el personaje principal de Moana, Vanellope encajaba en la definición de una princesa Disney. Cuando se comenzó a trabajar formalmente en la secuela después de la finalización de Zootopia, Ribon lanzó la idea de que Disney se burlara de sí mismo haciendo que Vanellope conociera a las otras princesas Disney en la sala verde de OhMyDisney.com, el sitio web impulsado por los fanáticos de Disney. Otra inspiración vino de un cuestionario en línea de BuzzFeed que preguntaba qué princesa Disney era el usuario; Moore pensó que sería interesante si Ralph se hubiera encontrado con ese cuestionario y hubiera terminado discutiendo con Vanellope sobre el resultado. El guion fue escrito por Ribon, que quería incluir los diversos tropos de las princesas, y que aparecieran en el corte final de la película. Moore y Johnston estaban satisfechos con el guion.

### Animación
La película contiene más de 150 escenarios únicos y 5726 elementos, e incluye la mayor cantidad de personajes en cualquier película de animación de Disney, con 434 personajes individuales con 6752 variantes. Uno de los animadores de Disney que ayudó a llevar a las princesas de Disney a la animación CGI fue Mark Henn, quien también fue el animador supervisor original de las princesas Ariel, Bella, Jasmine, Mulan y Tiana. Henn también se desempeñó como animador supervisor de los personajes animados dibujados a mano del fondo de la película. Los animadores tuvieron que desarrollar varias técnicas para tomar los diferentes estilos de animación en un solo enfoque y determinar las proporciones de los personajes utilizando figuras oficiales. A diferencia de sus contrapartes cinematográficas originales, las princesas de Disney en la película fueron representadas en un estilo más caricaturesco con ojos y orejas más grandes. 
En el tráiler inicial de la película, el personaje de la princesa afroamericana Tiana parecía tener un tono de piel más claro, una nariz más estrecha y rasgos más europeos que en la película de 2009 La princesa y el sapo. Esto provocó algunas reacciones negativas en las redes sociales, ya que esto alejaba su apariencia de la esperada de los afroamericanos. Como resultado, Disney se puso en contacto con la actriz de doblaje de Tiana, Anika Noni Rose, y el grupo de defensa Color of Change para rediseñar a Tiana para Ralph Breaks the Internet y asegurarse de que se pareciera más a su apariencia de 2009; el modelo actualizado del personaje se reveló en el segundo tráiler. El mismo tratamiento se le dio a Pocahontas, el personaje principal de la película de 1995, ya que muchos espectadores habían señalado que también se le dio un tono de piel mucho más claro. 
Una escena que aparece en el avance original de la película, lanzado en marzo de 2018, en la que Ralph y Vanellope invaden un juego de niños y alimentan a un conejito con panqueques hasta el punto de que se da a entender que explota, fue muy discutida antes del estreno de la película; sin embargo, la escena finalmente se eliminó de la película y, en su lugar, se colocó a la mitad de los créditos, con la adición de una metaconversación en la que uno de los personajes alude a haber visto una película en la que faltaba una escena del avance. La escena posterior a los créditos involucra lo que comienza como un avance de Frozen II, pero Ralph hace un rickroll a la audiencia al comenzar a cantar "Never Gonna Give You Up" de Rick Astley. Si bien los productores Spencer y Moore tuvieron la idea de que Ralph hiciera un "Wreck Roll" al principio del desarrollo de la película, nunca lo incorporaron a la historia. Como era una de las últimas escenas añadidas, los productores hicieron que Reilly, que estaba de vacaciones con su familia en ese momento, fuera a un estudio de la ciudad de Nueva York para grabar ese día para que los animadores pudieran trabajar a partir de ahí.

## Recepción

### Crítica
Ralph Breaks the Internet ha recibido reseñas positivas de parte de la crítica y de la audiencia. En el sitio web especializado Rotten Tomatoes, la película posee una aprobación de 88%, basada en 231 reseñas, con una calificación de 7.3/10 y con un consenso crítico que dice: "Ralph Breaks the Internet supera en nivel a su predecesora con una divertida y conmovedora secuela que expande su universo colorido mientras se enfoca en los personajes principales y sus relaciones". De parte de la audiencia, tiene una aprobación de 67%, basada en 5723 votos, con una calificación de 3.6/5.
El sitio web Metacritic le ha dado a la película una puntuación de 71 de 100, basada en 43 reseñas, indicando "reseñas generalmente favorables". Las audiencias encuestadas por CinemaScore le han dado a la película una "A-" en una escala de A+ a F, mientras que en el sitio IMDb los usuarios le han dado una calificación de 7.3/10, sobre la base de 37.050 votos. En la página web FilmAffinity, la cinta tiene una calificación de 6.9/10, basada en 3982 votos.

## Premios y nominaciones
| Premio                | Categoría                | Persona                   | Resultado |
| --------------------- | ------------------------ | ------------------------- | --------- |
| Golden Trailer Awards | Mejor animación familiar | Ralph Breaks the Internet | Nominada  |
| Premios Globo de Oro  | Mejor película animada   | Ralph Breaks the Internet | Nominada  |
| Premios Óscar         | Mejor película animada   | Ralph Breaks the Internet | Nominada  |